# José Daniel Guerrero
José Daniel Guerrero (* 18. November 1987 in Guadalajara, Jalisco), auch bekannt unter dem Spitznamen Chepe, ist ein mexikanischer Fußballspieler, der vorwiegend im Mittelfeld agiert.

## Leben
„El Chepe“ Guerrero spielte während eines Großteils seiner aktiven Laufbahn beim Club Atlante, für den er sein erstes Spiel in der höchsten mexikanischen Spielklasse am 9. September 2006 in einem Heimspiel gegen den Club Atlas absolvierte, das 0:2 verloren wurde. Seinen ersten Treffer in der ersten Liga erzielte er am 24. Januar 2009 in einem Heimspiel gegen Monarcas Morelia, das 2:0 gewonnen wurde.
In der Apertura 2007 gewann er mit den Atlantistas den mexikanischen Meistertitel und in der Saison 2008/09 die erste Austragung der neu formierten CONCACAF Champions League durch einen Finalsieg gegen den mexikanischen Ligarivalen Cruz Azul.
Vor der Saison 2014/15 wechselte er zum früheren Stadtrivalen Club América, mit dem er in der Apertura 2014 auf Anhieb einen weiteren Meistertitel gewann und sich am Ende derselben Saison über den nochmaligen Gewinn der CONCACAF Champions League freuen durfte.
Seinen einzigen Länderspieleinsatz für die mexikanische Nationalmannschaft bestritt „El Chepe“ in einem am 9. September 2007 ausgetragenen Testspiel gegen Panama, das 1:0 gewonnen wurde.

## Erfolge
- Mexikanischer Meister: Apertura 2007, Apertura 2014
- CONCACAF Champions League: 2009, 2015